# Чемпионат мира по стрельбе 1911
Чемпионат мира по стрельбе 1911 года прошёл в Риме (Итальянское королевство).

## Общий медальный зачёт
| Место | Страна             | Золото | Серебро | Бронза | Всего |
| ----- | ------------------ | ------ | ------- | ------ | ----- |
| 1     | Швейцария          | 6      | 3       | 4      | 13    |
| 2     | Франция            | 2      | 3       | 1      | 6     |
| 3     | Бельгия            | 2      | 0       | 3      | 5     |
| 4     | Италия             | 1      | 0       | 1      | 2     |
| 5     | Нидерланды         | 0      | 3       | 2      | 5     |
| 6     | Германская империя | 0      | 1       | 0      | 1     |
| 6     | Дания              | 0      | 1       | 0      | 1     |
| Всего | Всего              | 11     | 11      | 11     | 33    |

## Медалисты
| Дисциплина                                    | Золото                                                                                         | Серебро                                                                                      | Бронза                                                                                              |
| --------------------------------------------- | ---------------------------------------------------------------------------------------------- | -------------------------------------------------------------------------------------------- | --------------------------------------------------------------------------------------------------- |
| Винтовка с трёх позиций, 300 метров           | Конрад Штеели                                                                                  | Якоб Бринер                                                                                  | Жан Рейш                                                                                            |
| Винтовка с трёх позиций, 300 метров (команды) | Швейцария · Якоб Бринер · Матьяс Брюннер · Жан Рейш · Конрад Штеели · Каспар Видмер            | Франция · Поль Коля · Альбер Куркен · Юссон · Ахилл Парош · Андре Парментье                  | Бельгия · Пауль ван Асбрук · Йозеф Геенс · Шарль Помье дю Верже · Анри Совьё Филь · Шарль Шейрнликс |
| Винтовка лёжа, 300 метров                     | Конрад Штеели                                                                                  | Якоб Бринер                                                                                  | Шарль Шейрнликс                                                                                     |
| Винтовка с колена, 300 метров                 | Конрад Штеели                                                                                  | Жан Рейш                                                                                     | Якоб Бринер                                                                                         |
| Винтовка стоя, 300 метров                     | Конрад Штеели                                                                                  | Ларс Мадсен                                                                                  | Якоб Бринер                                                                                         |
| Армейская винтовка с трёх позиций, 300 метров | Луи Перси                                                                                      | Морис Лекок                                                                                  | Жан Рейш                                                                                            |
| Армейская винтовка лёжа, 300 метров           | Карло Панца                                                                                    | Герард ван дер Берг                                                                          | Леон Моро                                                                                           |
| Армейская винтовка с колена, 300 метров       | Каспар Видмер                                                                                  | Эйлке Вюрман                                                                                 | Р.Бюрхелл                                                                                           |
| Армейская винтовка стоя, 300 метров           | Огюст Марион                                                                                   | В.Ломмел                                                                                     | Аттильо Конти                                                                                       |
| Произвольный пистолет, 50 метров              | Шарль Помье дю Верже                                                                           | Жан Каррер                                                                                   | Норберт ван Молле                                                                                   |
| Произвольный пистолет, 50 метров (команды)    | Бельгия · Норберт ван Молле · Серрье · Филипп Каммер · Пауль ван Асбрук · Шарль Помье дю Верже | Германская империя · Гассман · Эдуард Эрихт · Рихард Фишер · Эдуард Шмайссер · Йоахим Фогель | Швейцария · Матьяс Брюннер · Жюль Ландри · Конрад Родерер · Конрад Штеели · Каспар Видмер           |